# Park Brook
Der Park Brook ist ein Wasserlauf in Lancashire, England. Er entsteht am Zusammenfluss von Showley Brook, Tottering Brook und Zechariah Brook und fließt in nördlicher bis nordöstlicher Richtung zunächst am westlichen Rand von Copster Green um nördlich von Kemple View in den Dinckley Brook zu münden.